# Psammotettix lividella
Psammotettix lividella är en insektsart som beskrevs av Zetterstedt 1840. Psammotettix lividella ingår i släktet Psammotettix och familjen dvärgstritar. Inga underarter finns listade i Catalogue of Life.